# Транс (фільм, 2002)
Транс (англ. Trance) — американський трилер 2002 року.

## Сюжет
Перебуваючи в любовному трикутнику і безжальній грі похоті, жадібності і зради ми слідуємо за гіпнотичною подорожю однієї жінки, щоб виявити її справжню сутність, за допомогою магії, де все ілюзія, і все не так, як здається.

## У ролях
- Мартін Коув — Роберт Леоні
- Тейн МакКлюр — Катрін Санторіні
- Брюс Ебботт — Тейлор Блек
- Роберт З'Дар — Бонго
- Вейд Воллес — Воллі
- Лорен Хейс — Сьюзен
- Харрісон Янг — Генрі Санторіні
- Ненсі Бойкісс — репортер 1
- Едвін Крейг
- Джеймс ДеАнджело — Роберт Уден, маг
- Річард Габай — репортер 2
- Енді Гросс — молодий маг 2
- Девід А. Гросс — молодий маг 1
- Хоні Лорен — дух
- Андреа Лефлере — місіс Санторіні
- Емі Рошелль — Тайра
- Шон Стребін — змучений маг
- Брайан Віллемс — молодий Генрі Санторіні